# HTTP 410
HTTP 410 Gone (Zaniklo) je standardní HTTP statusový kód, který označuje trvalý zánik požadovaného zdroje na serveru. Tento kód se používá, když je určitý zdroj z minulosti trvale nedostupný, a není očekáváno, že by se mohl vrátit. 

## Použití
HTTP 410 se často používá v situacích, kdy je třeba informovat klienta, že určitý zdroj byl trvale odstraněn a měl by aktualizovat své odkazy na tuto stránku nebo provést jiné kroky. To může být užitečné pro udržení aktuálnosti odkazů na webových stránkách a také pro vyhledávače, které mohou tento kód použít k odstranění zastaralých záznamů ze svých indexů.

## 410 x 404
Kód 404 se využívá, když server nenalezl nic odpovídajícího požadovanému URI (Uniform Resource Identifier). Neudává se, zda je tato podmínka dočasná nebo trvalá. Kód stavu 410 by měl být použit, pokud server ví, prostřednictvím nějaké interně konfigurovatelné metody, že starý zdroj je trvale nedostupný. Kód stavu 404 se běžně používá, když server nechce zveřejnit přesný důvod odmítnutí žádosti nebo když není žádná jiná vhodná odpověď.